# میدوی، شهرستان پیکت، تنسی
میدوی (به انگلیسی: Midway) یک منطقهٔ مسکونی در ایالات متحده آمریکا است که در شهرستان پیکت، تنسی واقع شده‌است. میدوی ۳۰۳٫۸۹ متر بالاتر از سطح دریا واقع شده‌است.